# Beatrice Dernbach
Beatrice Dernbach (* 1964) ist eine deutschsprachige Journalistin und Kommunikationswissenschaftlerin.

## Werdegang
Von 1994 bis 1999 war sie nach ihrem Volontariat bei den Nürnberger Nachrichten wissenschaftliche Assistentin am Lehrstuhl für Kommunikationswissenschaft/Schwerpunkt Journalistik der Otto-Friedrich-Universität Bamberg. 1997 wurde sie in Bamberg mit der Dissertation Kreisläufe. Public Relations im Spannungsfeld von Ökologie, Recht, Politik, Ökonomie, Lebenswelt und Journalismus. Dargestellt am Thema Abfall promoviert. Von Oktober 1999 bis Februar 2014 war sie Professorin für Theorie und Praxis des Journalismus an der Hochschule Bremen. Seit März 2014 ist sie Professorin für praktischen Journalismus an der Technischen Hochschule Nürnberg Georg Simon Ohm. 2022 wurde ihre Professur umbenannt in Professur für Wissenschafts- und Nachhaltigkeitskommunikation.
Seit 2021 ist sie Mitglied im 2020 gegründeten Netzwerks Wissenschaftsfreiheit.

## Lehre
Ihre Schwerpunkte in der Lehre an der TH Nürnberg sind internationaler Fachjournalismus, wissenschaftliches Arbeiten und Kommunikations- und Medienwissenschaft.

## Buchautorin und Herausgeberin
Beatrice Dernbach ist Herausgeberin und Autorin zahlreicher Fachbücher, unter anderem "Publizistik im vernetzten Zeitalter" (Westdeutscher Verlag, Opladen 1997,  gemeinsam mit Anna Maria Theis-Berglmair und Manfred Rühl), „Didaktik der Journalistik“ (Springer VS, Wiesbaden 2012, gemeinsam mit Wiebke Loosen), „Die Vielfalt des Fachjournalismus“ (Verlag für Sozialwissenschaften VS, Wiesbaden 2010) und „Komplexität im Journalismus“ (Springer VS, Wiesbaden 2018, gemeinsam mit Alexander Godulla und Annika Sehl).